# Jamaica Beach
Jamaica Beach è un centro abitato degli Stati Uniti d'America situato nella contea di Galveston dello Stato del Texas.
La popolazione era di 983 persone al censimento del 2010.

## Storia
Prima del suo sviluppo, Jamaica Beach è stata terreno di sepoltura del popolo Karankawa. Johnny Goyen ed Earl Galceran della Jamaica Corporation svilupparono poi Jamaica Beach come resort in prossimità di un porto turistico.

## Geografia fisica
Jamaica Beach è situata a 29°11′31″N 94°58′50″W (29.192080, -94.980488), sull'isola di Galveston.
Secondo lo United States Census Bureau, ha un'area totale di 0,77 miglia quadrate (2,0 km²), di cui 0,58 miglia quadrate (1,5 km²) di terreno e 0,19 miglia quadrate (0,5 km²), o 24,57%, d'acqua.

## Società

### Evoluzione demografica
Secondo il censimento del 2000, c'erano 1.075 persone, 483 nuclei familiari e 303 famiglie residenti nella città. La densità di popolazione era di 1.487,7 persone per miglio quadrato (576,5/km²). C'erano 1.078 unità abitative a una densità media di 1.491,8 per miglio quadrato (578,1/km²). La composizione etnica della città era formata dal 95,07% di bianchi, lo 0,37% di afroamericani, lo 0,37% di nativi americani, lo 0,56% di asiatici, l'1,95% di altre razze, e l'1,67% di due o più etnie. Ispanici o latinos di qualunque razza erano l'8,56% della popolazione.
C'erano 483 nuclei familiari di cui il 25,7% aveva figli di età inferiore ai 18 anni, il 52,8% erano coppie sposate conviventi, il 6,8% aveva un capofamiglia femmina senza marito, e il 37,1% erano non-famiglie. Il 27,3% di tutti i nuclei familiari erano individuali e il 7,7% aveva componenti con un'età di 65 anni o più che vivevano da soli. Il numero di componenti medio di un nucleo familiare era di 2,23 e quello di una famiglia era di 2,74.
La popolazione era composta dal 20,3% di persone sotto i 18 anni, il 4,9% di persone dai 18 ai 24 anni, il 31,9% di persone dai 25 ai 44 anni, il 28,4% di persone dai 45 ai 64 anni, e il 14,5% di persone di 65 anni o più. L'età media era di 42 anni. Per ogni 100 femmine c'erano 99,8 maschi. Per ogni 100 femmine dai 18 anni in giù, c'erano 99,8 maschi. Il reddito medio di un nucleo familiare era di 52.045 dollari, e quello di una famiglia era di 66.250 dollari. I maschi avevano un reddito medio di 42.411 dollari contro i 31.875 dollari delle femmine. Il reddito pro capite era di 30.943 dollari. Circa il 5,7% delle famiglie e il 7,3% della popolazione erano sotto la soglia di povertà, incluso l'8,4% di persone sotto i 18 anni enessuno di 65 anni o più.